# Banshee (Marvel Comics)
Banshee, il cui vero nome è Sean Cassidy, è un personaggio immaginario dei fumetti, creato da Roy Thomas (testi) e Werner Roth (disegni), pubblicato dalla Marvel Comics. Ha esordito nella serie a fumetti X-Men (vol. 1) n. 28 (gennaio 1967).
È un supereroe mutante che è stato membro degli X-Men e di altri supergruppi mutanti. Il suo potere consiste in un "urlo sonico", in grado di ferire chi ne viene colpito causandogli anche disturbi psichici. La sua capacità gli permette inoltre di volare.
Di origine irlandese, è stato agente dell'Interpol e ufficiale della polizia di New York. Ha circa una decina di anni in più della maggior parte degli altri X-Men e ciò gli ha causato dei problemi di relazione all'interno del gruppo. Tuttavia è stato uno dei mentori del gruppo di giovani mutanti Generation X negli anni novanta, insieme con Emma Frost.
Banshee ha una figlia, Theresa Cassidy (Siryn), anch'essa mutante ed in possesso del suo stesso potere.

## Biografia del personaggio
Sean Cassidy è un ricco uomo irlandese, possessore di una discreta fortuna e di un castello conosciuto come Cassidy Keep. Qui Sean crebbe insieme alla sua famiglia e al cugino Tom, anch'egli un mutante e come lui immune ai poteri del cugino.
Quando era giovane Sean divenne un membro dell'Interpol e di ritorno da una missione conobbe una giovane studentessa universitaria di nome Maeve Rourke, se ne innamorò e la condusse con sé a Cassidy Keep dove la giovane suscitò l'interesse anche del cugino Tom. Fu però Sean a sposarla poco dopo, e Tom si fece da parte desiderando solo la felicità di Maeve. Mentre Sean era in missione la donna diede alla luce loro figlia, la piccola Theresa, ma morì qualche tempo dopo in seguito ad un attacco dell'IRA. Non avendo modo di contattare il cugino, Tom crebbe Theresa da solo, ma quando l'uomo ritornò a casa essendo venuto a conoscenza della morte della moglie, si scagliò contro il cugino con il suo grido sonico, incolpandolo di non essersi preso abbastanza cura della donna che entrambi avevano amato. L'attacco di Sean impedì a Tom di rivelargli l'esistenza di Theresa e lo fece cadere in una voragine facendogli rompere una gamba. Sean volò via arrabbiato e Tom decise di vendicarsi non rivelandogli mai l'esistenza di Theresa.
Sean si immerse nel suo impiego con l'Interpol e durante una missione si ritrovò a dare la caccia ad un serial-killer in Europa. Nonostante i suoi superiori non ritenessero la questione importante, Sean decise di lavorare al caso da solo e venne inaspettatamente aiutato da un misterioso mutante (che poi si rivelò essere Magneto) che lo indirizzò verso Cassidy Keep dove si era rintanato il killer. L'uomo, il cui nome era Arkady Rossovic, voleva essere ucciso da Sean per non tornare ad essere la cavia mutante dei russi, ma quando Sean rifiutò la sua richiesta, Arkady colpì un'ispettrice che collaborava con l'irlandese e a quel puntò Sean gli sparò. Il killer non morì, venne riportato in Russia e divenne il mutante Omega Red.
Anni dopo Sean si ritrovò a dover arrestare suo cugino Tom, divenuto il criminale Black Tom Cassidy, per conto dell'Interpol. Quando l'uomo finì in galera, Sean era ancora all'oscuro dell'esistenza di sua figlia che era stata mandata a una scuola privata.
Tempo dopo Sean decise di intraprendere la carriera del supereroe, con addosso un costume divenne Banshee, ispirando il suo nome di battaglia al leggendario spirito irlandese della morte, ma venne ben presto rapito dal Fattore Tre che usando uno speciale copricapo che annientava la sua volontà lo costrinse a lavorare per loro come criminale. Banshee fu in seguito inviato dal Fattore Tre a rapire il professor Charles Xavier, ma per sua fortuna gli X-Men e il loro mentore riuscirono a liberarlo. Mesi dopo Banshee cercò di combattere da solo contro il Fattore Tre ma ancora una volta fu solo grazie all'intervento degli X-Men che riuscì a sconfiggerli.

### Seconda genesi
L'occasione per ricambiare il favore gli fu offerta quando Xavier radunò un nuovo gruppo di mutanti chiamati i nuovi X-Men, perché andassero a liberare il precedente gruppo prigioniero di Krakoa. In seguito, seppur un po' riluttante Sean accettò l'invito a diventare un X-Man. Il suo soggiorno alla base venne allietato quando conobbe Moira MacTaggert, di cui poi si innamorò ricambiato.
Tempo dopo scoprì di aver ricevuto in eredità Cassidy Keep e vi andò in vacanza con gli X-Men, ma il gruppo dovette fronteggiare le forze congiunte del Fenomeno e di Black Tom e Banshee combatté nuovamente contro suo cugino, sconfiggendolo.
Banshee venne coinvolto in varie avventure insieme agli X-Men ed in una di queste il gruppo si ritrovò in Giappone a dover far fronte alla minaccia di Moses Magnum che voleva scuotere la nazione con la Forza Magnum creando dei terremoti. Per fermarlo Banshee usò al massimo il suo grido, venendo in seguito ricoverato in ospedale e perdendo i suoi poteri.
Quando il gruppo si ritrovò a dover combattere contro Proteus il figlio mutante incontrollabile di Moira MacTaggert, Sean decise di rimanere sull'isola Muir con lei, capendo che la donna aveva più bisogno di lui degli X-Men. Sempre sull'isola l'uomo venne in seguito raggiunto dalla giovane Theresa Rourke. La ragazza con il nome in codice di Siryn, era una criminale, complice dello zio Black Tom (con cui lavorava per un senso di riconoscenza), e venne battuta dagli X-Men. Quando il gruppo scoprì la sua vera identità la mandò da Sean che scoprì così l'esistenza di sua figlia, anche lei una mutante e con gli stessi poteri di lui.
Quando anni dopo l'isola Muir venne attaccata dai Reavers di Donald Pierce, Sean venne colpito e la ferita al suo torace venne curata dai poteri del Guaritore dei Morlock Gli abitanti di Muir vennero aiutati da Forge e dalla Freedom Force che sconfissero i Reavers. In seguito Lorna Dane (che era arrivata sull'isola poco prima) rivelò che gli X-Men erano vivi e non morti a Dallas come il mondo credeva, così Sean accompagnato da Forge partì per cercarli.
Alle rovine della scuola Xavier, Banshee e Forge, coadiuvati da Jean Grey si ritrovarono a combattere contro un gruppo di Morlock guidati da Masque, che sfigurò sia Sean che Jean. Fu Forge a riportare le cose alla normalità utilizzando i codici genetici dei due precedentemente registrati. Giorni dopo Banshee e Forge vennero raggiunti da una giovane Tempesta e insieme ai membri di X-Factor e Nuovi Mutanti furono rapiti dal perfido Cameron Hodge che nel corso della saga Programma Extinzione li portò a Genosha cercando di sottometterli ai suoi voleri.
Dopo che la crisi fu superata, Banshee si ritrovò di nuovo alla scuola insieme ad un nutrito gruppo di X-Men e con loro venne trasportato da Lila Cheney nell'impero Shi'ar al soccorso di Xavier. Qui dopo aver aiutato l'uomo, gli parlò dei suoi dubbi su Moira che recentemente aveva cominciato a comportarsi in maniera strana e leggendo i ricordi di Tempesta Xavier si rese conto che l'isola Muir e i suoi abitanti erano sotto l'influsso del Re delle Ombre.
Tornati sulla Terra gli X-Men si ritrovarono a combattere contro l'antico nemico e in particolare Banshee si ritrovò a fronteggiare sia Moira che sua figlia Theresa nel corso della Saga del Re delle Ombre. Aiutati anche da X-Factor gli eroi ebbero la meglio e Banshee aiutò Moira e gli X-Men a ricostruire la scuola di Xavier mentre sua figlia si unì a X-Force.
Nei mesi successivi Banshee divenne un membro saltuario degli X-Men, trovandosi a dover affrontare anche problemi nella sua vita privata. La sua storia con Moira attraversò un periodo nero nel quale i due decisero di rimanere insieme anche se avevano priorità differenti, e realizzò di non poter avere un normale rapporto padre-figlia con Theresa, ma riuscì a instaurare un'amicizia molto profonda con la giovane.
Frequentando meno la base degli X-Men Banshee non si accorse che il gruppo venne sostituito da dei nemici e nel corso della saga Phalanx, si ritrovò a unire le forze con Emma Frost (allora in convalescenza alla base dopo quasi un anno di coma), Jubilee e Sabretooth per salvare la nuova generazione di mutanti dallo sterminio ordito dal collettivo di individui tecno-organici conosciuti appunto come Phalanax. L'esperienza lo avvicinò ad Emma e lo spinse ad accettare il conseguente invito di Xavier ad istruire in coppia con la bionda telepate la nuova generazione di X-Men.

### Generation X
Banshee divenne quindi il mentore del giovane gruppo Generation X e il preside della nuova Scuola Xavier per giovani dotati situata in una sede differente dalla base degli X-Men. Iniziò anche un rapporto basato sul reciproco rispetto con Emma Frost anche se più volte la donna tendeva a scavalcarlo convinta di essere più in grado di lui ad occuparsi della sicurezza dei ragazzi.
Insieme a Generation X Banshee si ritrovò a dover affrontare nuovamente suo cugino Black Tom che cercò di uccidere sia lui che Emma e i ragazzi ma venne infine sconfitto dalla giovane Penance. Banshee partì quindi alla ricerca dei suoi studenti, che la sua collega aveva inviato in un altro luogo per salvarli dall'attacco, e prima di tornare con loro alla scuola andò a far visita a Moira MacTaggert sull'isola Muir scoprendo che l'amata era stata infettata dal letale virus Legacy.
Banshee visse altre avventure con il gruppo fin quando un crollo economico di Emma spinse la donna ad aprire la scuola anche ai non mutanti con la conseguenza di vari disordini in cui perse la vita Synch uno degli allievi di Sean. Una nuova tragedia colpì la sua vita quando Xavier lo avvertì della morte di Moira avvenuta per mano della terrorista Mystica, evento che fece sprofondare Sean nel tunnel dell'alcolismo. La situazione peggiorò nei mesi seguenti e anche il rapporto con Emma si deteriorò al punto che quando a Chamber venne offerto di unirsi agli X-Men il resto di Generation X decise di partire ognuno per la propria strada e la scuola venne chiusa.
Banshee partì quindi alla ricerca di sé stesso e dopo un po' sulla tomba di Moira decise di smettere di bere. Fondò una milizia di polizia mutante conosciuta come X-Corps in cui militavano sia ex-criminali che ex-studenti dell'uomo. In realtà Banshee sfruttava i poteri della nuova Mastermind (Martinique Jason) per convincere i criminali a co-operare con gli eroi e quando la situazione venne messa alla luce dagli X-Men anche un traditore tra le file del gruppo di X-Cops mostrò il suo volto. Si trattava della terrorista mutaforma Mystica che in combutta con Mastermind fece scoppiare una rivolta e ferì alla gola Banshee. Gli X-Men salvarono la situazione e Sean fu ricoverato in ospedale per guarire dalle sue ferite fisiche e morali.

### House of M
Dopo essersi ristabilito Banshee tornò a Muir per aiutare gli X-Men a ritrovare il professor Xavier scomparso dopo gli eventi House of M, ma sull'isola l'uomo intravide l'immagine di Moira che lo condusse alla scoperta di un video in cui accusava Xavier di aver compiuto un'azione orribile. Sean contattò gli X-Men per consegnare personalmente ciò che aveva trovato, ma un misterioso nemico intercettò la sua comunicazione e inviò un aereo contro quello su cui viaggiava l'irlandese. Per salvare i passeggeri Banshee sacrificò la sua vita e il suo corpo venne ritrovato tra i resti dell'aereo da Wolverine e Nightcrawler.

## Poteri e abilità
Banshee è in grado di emettere onde soniche di diversi livelli e potenza. Usando un basso livello può assordare i suoi nemici e creare piccole onde sonore. Se usa un livello medio può distruggere oggetti di piccole e medie dimensioni e stordire i suoi nemici e creare piccole onde sonore. Quando usa il pieno della sua portata distrugge molti oggetti di grandi dimensioni con una notevole resistenza, è in grado di volare facendo rimbalzare il suono al suolo e può creare un'esplosione di vibrazioni.

## Altri media

### Cinema
Banshee appare nella serie di film X-Men ed è interpretato da Caleb Landry Jones. Il personaggio compare in:
- X-Men - L'inizio (X-Men: First Class, 2011)

In X-Men - Giorni di un futuro passato viene citato da Magneto, che rivela che è morto.

### Animazione
Banshee è comparso nella serie animata degli X-Men degli anni novanta, più precisamente negli episodi che compongono la Saga di Fenice, la Saga di Fenice Nera (in questa seconda saga le apparizioni di Banshee sono dei cameo) in Proteus (prima e seconda parte) e nell'episodio relativo alla Falange.

### Televisione
Jeremy Ratchford interpreta il personaggio nel film per la televisione Generation X prodotto dalla Fox e pensato come episodio pilota per un'eventuale serie, che però non venne mai prodotta.